# Pfarrkirche Prellenkirchen

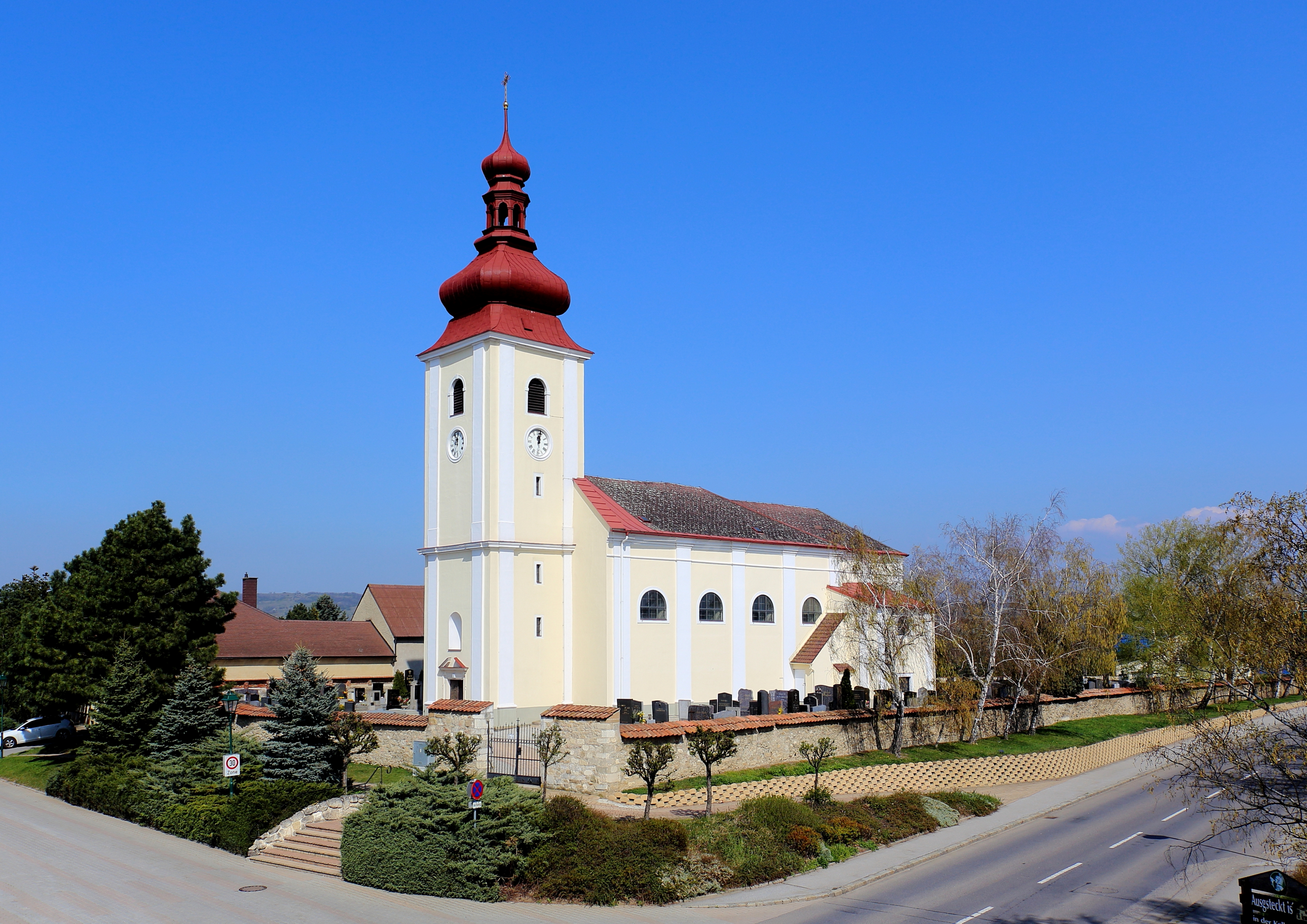
Katholische Pfarrkirche Heiliger Geist in Prellenkirchen

Die römisch-katholische Pfarrkirche Prellenkirchen steht erhöht am östlichen Ortsrand in der Marktgemeinde Prellenkirchen im Bezirk Bruck an der Leitha in Niederösterreich. Die dem Patrozinium Heiliger Geist unterstellte Pfarrkirche gehört zum Dekanat Hainburg in der Erzdiözese Wien. Die Kirche steht unter Denkmalschutz (Listeneintrag).

## Geschichte
Um 1000 wurde die Ortschaft gegründet. Im Anfang des 12. Jahrhunderts bestand eine grundherrschaftliche Eigenpfarre, diese wurde in der ersten Hälfte des 12. Jahrhunderts dem Bistum Passau übergeben.
Nach schweren Schäden in den Türkenkriegen entstand nach 1683 ein weitgehender Neubau der Kirche, welche 1744 geweiht wurde. 1819 wurde die Kirche renoviert. 1945 wurde die Kirche beschädigt und danach renoviert. 1980 wurde die Kirche außen restauriert.

## Architektur
Der barocke Kirchenbau auf einer mittelalterlichen Grundlage steht erhöht am östlichen Ortsrand und ist wegen des hohen vorgestellten Westturmes weithin sichtbar. Die Kirche wird von einem Friedhof mit einer Bruchsteinummauerung umgeben.
Das Kirchenäußere zeigt ein blockhaftes Langhaus und einen eingezogenen polygonal geschlossenen Chor. Das Langhaus zeigt eine schlichte Gliederung durch flache Pilaster und Lünettenfenster. Südlich des Chores ist eine zweigeschoßige Sakristei mit Oratorium angebaut, nördlich des Chores steht eine Beichtkapelle unter einem Pultdach. Der massive sechsgeschoßige Westturm ist mit Kolossallisenen mit Gesims zweizonig gegliedert und zeigt im Kern spätromanische bzw. frühgotische Schlitzfenster, er hat rundbogige Schallfenster und trägt ein 1950 erneuertes Zwiebeldach mit Laterne. Das von einem gesprengten Giebel bekrönte Westportal hat aufgedoppelte Torflügel aus dem Ende des 17. Jahrhunderts, die Figurennische ist leer.
Das Kircheninnere zeigt eine einheitlich kräftigen Gliederung mit Stichkappentonnen mit Langpassfelderstuck auf Pilastern mit Gebälk. An das vierjochige Langhaus schließt ein zweijochiger Chor mit einem Dreiseitschluss an. Die Westempore steht auf toskanischen Säulen. Der eingezogene Triumphbogen ist rundbogig. Die Anräume des Chores sind gewölbt, die Beichtkapelle beinhaltete ehemals ein Heilig-Grab. Das Turmerdgeschoß ist kreuzgratgewölbt.

## Einrichtung
Der neogotische Hochaltar wurde 1948 aus Dorfgastein angekauft und ist reich mit Statuen aus 1948 besetzt, der Heilige Antonius von Padua wird von Heiligen umgeben, die Flügel zeigen die Bilder der Heiligen Florian und Georg mit Engeln.
Der neogotische Fuß der Kanzel zeigt in Füllbildern die Vier Evangelisten aus 1948, der Schalldeckel trägt die Statue hl. Michael. Im Langhaus gibt es eine Konsolstatue hl. Sebastian aus dem Anfang des 18. Jahrhunderts. Im Chor gibt es ein Kruzifix aus der zweiten Hälfte des 18. Jahrhunderts. Die Kreuzwegbilder entstanden um 1900.
Die Orgel baute Ignaz Klockner 1852.